# HMS Battler (D18)
HMS Battler (D18), nguyên là tàu sân bay hộ tống USS Altamaha (CVE-6) (ký hiệu lườn ban đầu AVG-6) của Hải quân Hoa Kỳ thuộc lớp Bogue, được chuyển cho Hải quân Hoàng gia Anh Quốc và đã phục vụ trong Chiến tranh Thế giới thứ hai. Sau chiến tranh nó được hoàn trả cho Mỹ và bị tháo dỡ vào năm 1946.

## Thiết kế – Chế tạo – Chuyển giao
Nó được đặt lườn vào ngày 15 tháng 4 năm 1941 như một tàu hàng kiểu C3-S-A1 tên gọi Mormacmail dành cho hãng Moore-McCormack Lines, Inc. theo hợp đồng với Ủy ban Hàng hải Hoa Kỳ; được chế tạo bởi hãng Ingalls Shipbuilding tại Pascagoula, Mississippi với số hiệu lườn 293. Nó được mua lại và cải biến trước khi hoàn tất, vào ngày 7 tháng 1 năm 1942 nó được đổi tên thành Altamaha, nhưng bị hủy bỏ vào ngày 17 tháng 3 năm 1942. Nó được hạ thủy vào ngày 4 tháng 4 năm 1942; được đỡ đầu bởi Bà Phillip Seymour, phu nhân Đại tá Hải quân Seymour. Nó được xếp lại lớp là ACV vào ngày 20 tháng 8 năm 1942. Được Hải quân Hoa Kỳ sở hữu vào ngày 31 tháng 10 năm 1942, nó đồng thời được chuyển cho Anh Quốc theo chương trình Cho thuê-cho mượn cùng ngày hôm đó. Nó được đổi tên thành HMS Battler và đưa ra hoạt động cùng Hải quân Hoàng gia vào ngày 15 tháng 11 năm 1942 như một chiếc thuộc lớp tàu sân bay hộ tống Attacker.

## Lịch sử hoạt động
Battler đã phục vụ cho Hải quân Hoàng gia Anh từ tháng 11 năm 1942 cho đến hết Chiến tranh Thế giới thứ hai, hoạt động chủ yếu trong vai trò hộ tống cho các đoàn tàu vận tải ở Bắc Đại Tây Dương và Ấn Độ Dương, trải qua hầu như khắp thế giới khi từng ghé qua Hoa Kỳ, Anh Quốc, Gibraltar, Malta, Salerno, Palermo, Suez, Aden, Cochin (Ấn Độ), Bombay, Sri Lanka, Mauritius, Madagascar, Seychelles, Maldives, Sydney và kênh đào Panama.
Vào tháng 9 năm 1943, Battler hỗ trợ cho cuộc đổ bộ của lực lượng Đồng Minh tại Salerno. Vào tháng 3 năm 1944, trong thành phần của Lực lượng CS4, nó giúp ngăn chặn các hoạt động của tàu ngầm U-boat Đức tại Ấn Độ Dương, khi máy bay của nó đã dẫn đường cho các tàu khu trục tấn công tàu tiếp liệu Đức Brake và hai chiếc U-boat. Brake bị tiêu diệt bởi hải pháo của tàu khu trục Roebuck và một trong những chiếc U-boat bị hư hại bởi máu bay của Battler.
Battler được hoàn trả cho Hải quân Mỹ vào ngày 12 tháng 2 năm 1946, và được rút khỏi danh sách Đăng bạ Hải quân vào ngày 28 tháng 3. Nó bị bán vào ngày 14 tháng 5 cho hãng Patapsco Steel Scrap Co. tại Bethlehem, Pennsylvania và bị tháo dỡ sau đó.

## Danh sách các phi độiKhông lực Hải quân Hoàng giaphối thuộc
| Phi đội                                  | Thời gian                           | Kiểu máy bay            |
| Phi đội Không lực Hải quân Hoàng gia 840 | tháng 12 năm 1942                   | Swordfish I/II          |
| Phi đội Không lực Hải quân Hoàng gia 835 | tháng 4 - tháng 7 năm 1943          | Swordfish II            |
| Phi đội Không lực Hải quân Hoàng gia 808 | tháng 4 - tháng 9 năm 1943          | Seafire L.IIc           |
| Phi đội Không lực Hải quân Hoàng gia 807 | tháng 8 - tháng 10 năm 1943         | Seafire L.IIc           |
| Phi đội Không lực Hải quân Hoàng gia 834 | tháng 9 năm 1943- tháng 10 năm 1944 | Seafire L.IIc/Wildcat V |